# Pronoterus semipunctatus
Pronoterus semipunctatus is een keversoort uit de familie diksprietwaterkevers (Noteridae). De wetenschappelijke naam van de soort werd in 1878 gepubliceerd door John Lawrence LeConte.